# أغوستين سافيدرا وايز
أغوستين سافيدرا وايز (19 نوفمبر 1943 - 26 ديسمبر 2021) كان دبلوماسيًا وكاتبًا بوليفيًا. عمل سفيراً في سويسرا والأرجنتين وسفيراً متجولاً في العديد من البعثات الأجنبية وكان وزيراً للخارجية (1982). كتب أكثر من 10 كتب ومئات المذكرات والمقالات. تم تعيينه رئيسًا للبنك المركزي البوليفي في أكتوبر 2020.
توفي سافيدرا وايز في 26 ديسمبر 2021، عن عمر يناهز 78 عامًا.